# 清浄経
『清浄経』（しょうじょうきょう、巴: Pāsādika-sutta, パーサーディカ・スッタ）とは、パーリ仏典経蔵長部の第29経。『浄信経』（じょうしんきょう）とも。
類似の伝統漢訳経典としては、『長阿含経』（大正蔵1）の第17経「清浄経」がある。
経名は、経の末尾で、釈迦とチュンダのやり取りを聞いていたウパヴァーナが、仏法の清浄さを讃嘆することに因む。

## 構成

### 登場人物
- 釈迦
- チュンダ --- サーリプッタ（舎利佛・舎利子）の侍者である沙弥（見習い僧）。
- ウパヴァーナ --- 仏弟子の一人。

### 場面設定
ある時釈迦は、ヴェーダンニャの釈迦族と、マンゴー林に滞在していた。
そこに沙弥チュンダが現れ、ジャイナ教の開祖であるニガンタ・ナータプッタ（ヴァルダマーナ、マハーヴィーラ）が死んだこと、そしてその後ジャイナ教の教団内で内紛が起き、殺人すら生じてしまっていることを報告する。
釈迦は、その原因は、彼が正しい悟りに至っておらず、その教義・戒律が人々に安らぎではなく恐怖をもたらしたことにあると指摘する。そして師と弟子の関係、比丘・比丘尼・優婆塞・優婆夷という4つの法統継承者を挙げつつ、継承問題の重要性を説く。
そして、継承されるべき仏道として、七科三十七道品、更に四安楽（四禅）、四向四果、九戒（十善戒）、無記、四諦、四念処などを説く。
2人のやり取りを傍らで聞いていたウパヴァーナは、仏法の清浄さを讃嘆し、歓喜する。

## 日本語訳
- 『南伝大蔵経・経蔵・長部経典3』（第8巻） 大蔵出版
- 『パーリ仏典 長部（ディーガニカーヤ） パーティカ篇I』 片山一良訳 大蔵出版
- 『原始仏典 長部経典3』 中村元監修 春秋社